# Солікамський виправно-трудовий табір
Солікамський ВТТ (рос. ИТЛ СТРОИТЕЛЬСТВА СОЛИКАМСКОГО ЦБК, ИТЛ Соликамского строительства, ИТЛ Соликамстроя, Соликамский ИТЛ, Соликамбумстрой, Соликамлаг) — підрозділ, що діяв в структурі Головного управління виправно-трудових таборів Народного комісаріату внутрішніх справ СРСР (ГУЛАГ НКВД).

Організований 01.04.39 (виділений зі складу Усольского ВТТ);

закритий не раніше 06.06.46 і не пізніше 13.07.46.

## Підпорядкування та дислокація
- ГУЛАГ з 01.04.39;
- ГУЛПС (промислового буд-ва) з 26.02.41.

Дислокація: Пермська область, Ворошиловський р-н, с. Усть-Борове;

Молотовська (нині Пермська) обл., Солікамський р-н, р.п. Боровськ

## Виконувані роботи
- буд-во Солікамського Целюлозно-паперового комбінату (ЦПК),
- буд-во Солікамського сульфітно-спиртового з-ду, з-дів колоксиліну (динітрату целюлози) і нітрогліцерінового порохів в р-ні Солікамська з 30.06.41,
- буд-во з-ду аміачно-селітрених вибухових речовин в р-ні Березниківського азотно-тукового комб.,
- експлуатація Солікамського ЦПК ,
- буд-во ТЕЦ Солікамського ЦПК,
- рем.-відновлювальні роботи на з-ді 577 НКБ,
- виробництво цегли і вапна,
- буд-во бетонного з-ду, житлового та адм. селищ при з-ді 577,
- відновлення цегел. з-ду в Молотові,
- лісоповал і лісопиляння,
- видобуток бутового каменю, розробка піщаних і гравійних кар'єрів,
- підсобне с/г (26.2.42),
- виробництво буксирних катерів, рибальство

## Чисельність з/к
- 01.01.40 — 9846;
- 01.01.41 — 6544,
- 01.07.41 — 3453;
- 01.01.42 — 10 531;
- 01.04.42 — 8718,
- 01.01.43 — 5986;
- 01.01.44 — 2343,
- 01.01.45 — 9123,
- 01.01.46 — 1556

## Начальники
- Бригадний комісар Бойков І.П., з 01.04.39 по 03.03.41;
- ст. лейт. ГБ Гурвич С.В., не пізніше 14.12.40 - по 30.06.41;
- бр. комісар (інж.-полк.) Бойков І.П., з 30.06.41 по 27.07.43;
- інженер-полк. Теплицький Ш.Л. (А.Л.), з 27.07.43 по 06.07.44;
- в.о. нач. - Інженер-майор Мітєхін С.І., з 06.07.44 - по 11.04.45;
- нач. - п/п ГБ Козлов А.В., з 04.04.45 по 09.07.46